# Danny Saber
Pour les articles homonymes, voir Saber.
Danny Saber (né en 1966) est un musicien, ingénieur et producteur de disques originaire de Los Angeles, en Californie. Membre fondateur du groupe Black Grape, Saber joue de la guitare, de la basse, de l'orgue et autres claviers, et est également connu pour ses performances de DJ à Los Angeles.
Saber a gagné une réputation d'artiste éclectique grâce à la grande diversité de ses différentes collaborations. Il a en effet travaillé avec des artistes pop (Madonna, Seal), rock (David Bowie, The Rolling Stones), heavy metal (Ozzy Osbourne, Korn, Marilyn Manson), hip-hop (Busta Rhymes), etc. Il a également écrit ou a contribué à l'écriture de la bande originale de films tels que Moulin Rouge, L'Anglais (The Limey) ou Dallas 362. En 2007-2008, Saber a participé à l'écriture de la plupart des pistes de l'album Along Came A Spider d'Alice Cooper.

## Compositeur

### BO de Films
- 1996: Le Fan – Little Bob
- 1997: Le Chacal – Get Higher
- 1998: Les Razmoket, le film – Take The Train (•)
- 1998: Souviens-toi... l'été dernier 2 – Sugar Is Sweeter
- 1999: Go – Song For Holly (•) (••)
- 1999: L'Anglais – Limey Vibes (•), Spy (•), Move (•), Moog Song (•) & Sitar Song (•).
- (•): interprète
- (••): producteur